# Atractotomus miniatus
Atractotomus miniatus är en insektsart som först beskrevs av Knight 1926.  Atractotomus miniatus ingår i släktet Atractotomus och familjen ängsskinnbaggar. Inga underarter finns listade i Catalogue of Life.